# یواس‌اس همیلتون کانتری (ال‌اس‌دت-۸۰۲)
یواس‌اس همیلتون کانتری (ال‌اس‌دت-۸۰۲) (به انگلیسی: USS Hamilton County (LST-802)) یک کشتی بود که طول آن ۳۲۸ فوت (۱۰۰ متر) بود. این کشتی در سال ۱۹۴۴ ساخته شد.